# Miejska Szkoła Polska
Miejska Szkoła Polska – szkoła we Wrocławiu działająca w XVII i XVIII wiekach.
Założona z inicjatywy rady miejskiej w 1666, istniała do 1766. Kształciła średnio zamożną młodzież niemiecką i polską. W szkole tej uczono jedynie dwóch przedmiotów: religii protestanckiej i języka polskiego. Nauka odbywała się w dwóch grupach, dla początkujących i zaawansowanych. Jedynym nauczycielem i zarazem kierownikiem szkoły byli kolejno:
- Maciej Gutthäter-Dobracki młodszy (1666–1670)
- Jan Ernesti (1670–1709)
- Tobiasz Lentner (1710–1715)
- Gottfried Heinrich Bachstrohm (1715–1727)
- Jerzy Schlag (1727–1752)
- Samuel Baczyński (1752–1766)

Prowadzący musieli znać obowiązkowo zarówno język niemiecki, jak i polski. Na potrzeby szkoły wydawali materiały podręcznikowe (gramatyki, rozmówki, wzory listów, czytanki). W 1767 funkcje pełnione przez zamkniętą szkołę przekazano Gimnazjum Realnemu św. Marii Magdaleny.